# Герман (Загорський)
Герман Загорський (Григорій Іванович, пол. Herman Zahorski) — православний, а відтак греко-католицький архієпископ полоцький, вітебський та мстиславський.  
Судячи з печатки, походив зо шляхетського роду герба Гоздава. Уперше він зринає під 1589 р. як протонотарій київського митрополита Михайла Рагози, що супроводжував патріарха Єремію Траноса під час подорожі того по Русі. 14 серпня Єремія, намовлений Гедеоном Балабаном, відправив Григорія з грамотою до митрополита із наказом судити єпископа Кирила Терлецького. Необережний Загорський, проїжджаючи єпархією останнього, ненароком виказав її зміст. Коли це стало відомо Терлецькому, той відправив слуг вслід за посланцем, що його побили ледь не до смерті й забрали листи, а сам подався до патріарха.       
5 травня 1595 король назначив Григорія полоцьким коад'ютором, а 22 вересня — владикою. В 1596 році був одним з тих православних ієрархів, які підтримали та підписали акт Берестейської унії.      